# Élections législatives de 2017 en Charente
Les élections législatives françaises de 2017 se déroulent les 11 et 18 juin 2017. Dans le département de la Charente, trois députés sont à élire dans le cadre de trois circonscriptions.

## Élus
| Circonscription                                 | Député sortant                                | Parti | Parti | Député élu ou réélu | Parti | Parti |
| ----------------------------------------------- | --------------------------------------------- | ----- | ----- | ------------------- | ----- | ----- |
| 1re                                             | Martine Pinville (David Comet de 2014 à 2017) |       | PS    | Thomas Mesnier      |       | LREM  |
| 2e                                              | Marie-Line Reynaud*                           |       | PS    | Sandra Marsaud      |       | LREM  |
| 3e                                              | Jérôme Lambert                                |       | PS    | Jérôme Lambert      |       | PS    |
| * député sortant ne se représentant pas en 2017 |                                               |       |       |                     |       |       |

## Rappel des résultats départementaux des élections de 2012
| Parti          | Parti                             | Premier tour | Premier tour | Second tour | Second tour | Sièges |
| Parti          | Parti                             | Voix         | %            | Voix        | %           | Sièges |
| -------------- | --------------------------------- | ------------ | ------------ | ----------- | ----------- | ------ |
|                | Parti socialiste                  | 73 157       | 49,19        | 26 733      | 57,08       | 3      |
|                | Europe Écologie Les Verts         | 4 618        | 3,11         |             |             | 0      |
|                | Majorité présidentielle           | 77 775       | 52,30        | 26 733      | 57,08       | 3      |
|                |                                   |              |              |             |             |        |
|                | Union pour un mouvement populaire | 23 083       | 15,52        | 20 099      | 42,92       | 0      |
|                | Parti radical                     | 12 458       | 8,38         |             |             | 0      |
|                | Divers droite dont DLR et PCD     | 4 531        | 3,05         | 0           |             |        |
|                | Nouveau centre                    | 257          | 0,17         | 0           |             |        |
|                | Droite parlementaire              | 40 329       | 27,12        | 20 099      | 42,92       | 0      |
|                |                                   |              |              |             |             |        |
|                | Front national                    | 16 590       | 11,16        |             |             | 0      |
|                | Front de gauche                   | 8 416        | 5,66         | 0           |             |        |
|                | Mouvement démocrate               | 3 331        | 2,24         | 0           |             |        |
|                | Extrême gauche dont LO et NPA     | 1 047        | 0,70         | 0           |             |        |
|                | Divers                            | 799          | 0,54         | 0           |             |        |
|                | Divers écologiste dont AÉI        | 434          | 0,29         | 0           |             |        |
|                |                                   |              |              |             |             |        |
| Inscrits       | Inscrits                          | 261 027      | 100,00       | 84 796      | 100,00      | 3      |
| Abstentions    | Abstentions                       | 109 572      | 41,98        | 36 489      | 43,03       |        |
| Votants        | Votants                           | 151 455      | 58,02        | 48 307      | 56,97       |        |
| Blancs et nuls | Blancs et nuls                    | 2 734        | 1,81         | 1 475       | 3,05        |        |
| Exprimés       | Exprimés                          | 148 721      | 98,19        | 46 832      | 96,95       |        |

## Résultats de l'élection présidentielle de 2017 par circonscription
| Circonscription | 1er tour | 1er tour | 1er tour  |         | 2d tour | 2d tour |
| Circonscription | Macron   | Le Pen   | Mélenchon | Macron  | Le Pen  |         |
| --------------- | -------- | -------- | --------- | ------- | ------- | ------- |
| Circonscription |          |          |           |         |         |         |
| 1re             | 27,48 %  | 17,95 %  | 22,31 %   | 71,71 % | 28,29 % |         |
| 2e              | 23,95 %  | 22,92 %  | 18,25 %   | 62,95 % | 37,05 % |         |
| 3e              | 23,94 %  | 23,11 %  | 20,88 %   | 62,25 % | 37,75 % |         |

## Positionnement des partis
Le parti Europe Écologie Les Verts annonce le 15 décembre 2016 qu'il présentera une candidature autonome dans chacune des trois circonscriptions. Les candidates ont la particularité de ne pas être adhérentes au mouvement.

## Résultats

### Résultats à l'échelle du département
|                                              |                                      |                           |                           |                          |                          |
|                                              |                                      | Premier tour 11 juin 2017 | Premier tour 11 juin 2017 | Second tour 18 juin 2017 | Second tour 18 juin 2017 |
|                                              |                                      |                           |                           |                          |                          |
|                                              |                                      | Nombre                    | % des inscrits            | Nombre                   | % des inscrits           |
| Inscrits                                     | Inscrits                             | 259 862                   | 100,00                    | 259 767                  | 100,00                   |
| Abstentions                                  | Abstentions                          | 129 069                   | 49,67                     | 145 594                  | 56,05                    |
| Votants                                      | Votants                              | 130 793                   | 50,33                     | 114 173                  | 43,95                    |
|                                              |                                      |                           | % des votants             |                          | % des votants            |
| Bulletins blancs                             | Bulletins blancs                     | 2 140                     | 1,64                      | 7 891                    | 6,91                     |
| Bulletins nuls                               | Bulletins nuls                       | 1 232                     | 0,94                      | 5 170                    | 4,53                     |
| Suffrages exprimés                           | Suffrages exprimés                   | 127 421                   | 97,42                     | 101 112                  | 88,56                    |
|                                              |                                      |                           |                           |                          |                          |
| Étiquette politique                          | Étiquette politique                  | Voix                      | % des exprimés            | Voix                     | % des exprimés           |
|                                              |                                      |                           |                           |                          |                          |
|                                              | La République en marche              | 43 248                    | 33,94                     | 52 829                   | 52,25                    |
|                                              | Parti socialiste                     | 18 534                    | 14,55                     | 22 337                   | 22,09                    |
|                                              | Front national                       | 15 647                    | 12,28                     |                          |                          |
|                                              | La France insoumise                  | 14 728                    | 11,56                     | 12 935                   | 12,79                    |
|                                              | Les Républicains                     | 11 223                    | 8,81                      | 13 011                   | 12,87                    |
|                                              | Union des démocrates et indépendants | 8 013                     | 6,29                      |                          |                          |
|                                              | Parti communiste français            | 4 436                     | 3,48                      |                          |                          |
|                                              | Europe Écologie Les Verts            | 4 380                     | 3,44                      |                          |                          |
|                                              | Divers                               | 2 427                     | 1,90                      |                          |                          |
|                                              | Divers droite                        | 1 598                     | 1,25                      |                          |                          |
|                                              | Extrême gauche                       | 1 280                     | 1,00                      |                          |                          |
|                                              | Debout la France                     | 711                       | 0,56                      |                          |                          |
|                                              | Écologiste                           | 450                       | 0,35                      |                          |                          |
|                                              | Extrême droite                       | 396                       | 0,31                      |                          |                          |
|                                              | Divers gauche                        | 350                       | 0,27                      |                          |                          |
| Source : Ministère de l'Intérieur - Charente |                                      |                           |                           |                          |                          |

### Résultats par circonscription

#### Première circonscription
Député sortant : David Comet (Parti socialiste).
|                                                                             |                                                         |                           |                           |                          |                          |
|                                                                             |                                                         | Premier tour 11 juin 2017 | Premier tour 11 juin 2017 | Second tour 18 juin 2017 | Second tour 18 juin 2017 |
|                                                                             |                                                         |                           |                           |                          |                          |
|                                                                             |                                                         | Nombre                    | % des inscrits            | Nombre                   | % des inscrits           |
| Inscrits                                                                    | Inscrits                                                | 84 996                    | 100,00                    | 84 935                   | 100,00                   |
| Abstentions                                                                 | Abstentions                                             | 44 065                    | 51,84                     | 49 573                   | 58,37                    |
| Votants                                                                     | Votants                                                 | 40 931                    | 48,16                     | 35 362                   | 41,63                    |
|                                                                             |                                                         |                           | % des votants             |                          | % des votants            |
| Bulletins blancs                                                            | Bulletins blancs                                        | 575                       | 1,40                      | 1 884                    | 5,33                     |
| Bulletins nuls                                                              | Bulletins nuls                                          | 281                       | 0,69                      | 1 183                    | 3,35                     |
| Suffrages exprimés                                                          | Suffrages exprimés                                      | 40 075                    | 97,91                     | 32 295                   | 91,33                    |
|                                                                             |                                                         |                           |                           |                          |                          |
| Candidat Étiquette politique (partis et alliances)                          | Candidat Étiquette politique (partis et alliances)      | Voix                      | % des exprimés            | Voix                     | % des exprimés           |
|                                                                             |                                                         |                           |                           |                          |                          |
|                                                                             | Thomas Mesnier La République en marche                  | 15 228                    | 38,00                     | 19 360                   | 59,95                    |
|                                                                             | Martine Boutin La France insoumise                      | 5 331                     | 13,30                     | 12 935                   | 40,05                    |
|                                                                             | Martine Pinville Parti socialiste                       | 4 642                     | 11,58                     |                          |                          |
|                                                                             | Élise Vouvet Les Républicains                           | 4 586                     | 11,44                     |                          |                          |
|                                                                             | Geoffray Gourré Front national                          | 3 756                     | 9,37                      |                          |                          |
|                                                                             | Djillali Merioua Parti communiste français              | 1 822                     | 4,55                      |                          |                          |
|                                                                             | Odile Achard Europe Écologie Les Verts                  | 1 605                     | 4,00                      |                          |                          |
|                                                                             | Vincent You Divers droite (Les Républicains diss.)      | 1 595                     | 3,98                      |                          |                          |
|                                                                             | Olivier Gallet Extrême droite (Union des patriotes)     | 396                       | 0,99                      |                          |                          |
|                                                                             | Olivier Nicolas Lutte ouvrière                          | 347                       | 0,87                      |                          |                          |
|                                                                             | Guillaume Serrano Divers (Union populaire républicaine) | 258                       | 0,64                      |                          |                          |
|                                                                             | Aline Blancher Mouquet Divers gauche (Nouvelle Donne)   | 229                       | 0,57                      |                          |                          |
|                                                                             | Dominique de Lorgeril Divers                            | 206                       | 0,51                      |                          |                          |
|                                                                             | Clément Séjourné Divers gauche                          | 71                        | 0,18                      |                          |                          |
|                                                                             | Rodolphe Petit-Galland Divers droite (Alliance royale)  | 3                         | 0,01                      |                          |                          |
| Source : Ministère de l'Intérieur - Première circonscription de la Charente |                                                         |                           |                           |                          |                          |

#### Deuxième circonscription
Député sortant : Marie-Line Reynaud (Parti socialiste).
|                                                                             |                                                                          |                           |                           |                          |                          |
|                                                                             |                                                                          | Premier tour 11 juin 2017 | Premier tour 11 juin 2017 | Second tour 18 juin 2017 | Second tour 18 juin 2017 |
|                                                                             |                                                                          |                           |                           |                          |                          |
|                                                                             |                                                                          | Nombre                    | % des inscrits            | Nombre                   | % des inscrits           |
| Inscrits                                                                    | Inscrits                                                                 | 83 966                    | 100,00                    | 83 946                   | 100,00                   |
| Abstentions                                                                 | Abstentions                                                              | 42 087                    | 50,12                     | 47 794                   | 56,93                    |
| Votants                                                                     | Votants                                                                  | 41 879                    | 49,88                     | 36 152                   | 43,07                    |
|                                                                             |                                                                          |                           | % des votants             |                          | % des votants            |
| Bulletins blancs                                                            | Bulletins blancs                                                         | 587                       | 1,40                      | 2 962                    | 8,19                     |
| Bulletins nuls                                                              | Bulletins nuls                                                           | 360                       | 0,86                      | 1 661                    | 4,59                     |
| Suffrages exprimés                                                          | Suffrages exprimés                                                       | 40 932                    | 97,74                     | 31 529                   | 87,21                    |
|                                                                             |                                                                          |                           |                           |                          |                          |
| Candidat Étiquette politique (partis et alliances)                          | Candidat Étiquette politique (partis et alliances)                       | Voix                      | % des exprimés            | Voix                     | % des exprimés           |
|                                                                             |                                                                          |                           |                           |                          |                          |
|                                                                             | Sandra Marsaud La République en marche                                   | 14 773                    | 36,09                     | 18 518                   | 58,73                    |
|                                                                             | Daniel Sauvaitre Les Républicains (Union des démocrates et indépendants) | 6 637                     | 16,21                     | 13 011                   | 41,27                    |
|                                                                             | Isabelle Lassalle Front national                                         | 5 833                     | 14,25                     |                          |                          |
|                                                                             | Nathalie Jabli La France insoumise                                       | 4 840                     | 11,82                     |                          |                          |
|                                                                             | Marianne Reynaud-Jeandidier Parti socialiste                             | 4 048                     | 9,89                      |                          |                          |
|                                                                             | Didier Tauzin Divers (Rebâtir la France)                                 | 1 499                     | 3,66                      |                          |                          |
|                                                                             | Pascale Lacourarie Europe Écologie Les Verts                             | 1 404                     | 3,43                      |                          |                          |
|                                                                             | Pascaline Brisset Union des démocrates et indépendants (diss.)           | 694                       | 1,70                      |                          |                          |
|                                                                             | Claudine Poncy Parti communiste français                                 | 549                       | 1,34                      |                          |                          |
|                                                                             | Alain Marquet Lutte ouvrière                                             | 395                       | 0,97                      |                          |                          |
|                                                                             | Virginie Anguenot Divers (Union populaire républicaine)                  | 231                       | 0,56                      |                          |                          |
|                                                                             | Catherine Tournerie Divers gauche (Nouvelle Donne)                       | 29                        | 0,07                      |                          |                          |
| Source : Ministère de l'Intérieur - Deuxième circonscription de la Charente |                                                                          |                           |                           |                          |                          |

#### Troisième circonscription
Député sortant : Jérôme Lambert (Parti socialiste).
|                                                                              |                                                                        |                           |                           |                          |                          |
|                                                                              |                                                                        | Premier tour 11 juin 2017 | Premier tour 11 juin 2017 | Second tour 18 juin 2017 | Second tour 18 juin 2017 |
|                                                                              |                                                                        |                           |                           |                          |                          |
|                                                                              |                                                                        | Nombre                    | % des inscrits            | Nombre                   | % des inscrits           |
| Inscrits                                                                     | Inscrits                                                               | 90 900                    | 100,00                    | 90 886                   | 100,00                   |
| Abstentions                                                                  | Abstentions                                                            | 42 917                    | 47,21                     | 48 227                   | 53,06                    |
| Votants                                                                      | Votants                                                                | 47 983                    | 52,79                     | 42 659                   | 46,94                    |
|                                                                              |                                                                        |                           | % des votants             |                          | % des votants            |
| Bulletins blancs                                                             | Bulletins blancs                                                       | 978                       | 2,04                      | 3 045                    | 7,14                     |
| Bulletins nuls                                                               | Bulletins nuls                                                         | 591                       | 1,23                      | 2 326                    | 5,45                     |
| Suffrages exprimés                                                           | Suffrages exprimés                                                     | 46 414                    | 96,73                     | 37 288                   | 87,41                    |
|                                                                              |                                                                        |                           |                           |                          |                          |
| Candidat Étiquette politique (partis et alliances)                           | Candidat Étiquette politique (partis et alliances)                     | Voix                      | % des exprimés            | Voix                     | % des exprimés           |
|                                                                              |                                                                        |                           |                           |                          |                          |
|                                                                              | Madeleine Ngombet-Bitoo La République en marche                        | 13 247                    | 28,54                     | 14 951                   | 40,10                    |
|                                                                              | Jérôme Lambert (député sortant) Parti socialiste                       | 9 844                     | 21,21                     | 22 337                   | 59,90                    |
|                                                                              | Brigitte Fouré Union des démocrates et indépendants (Les Républicains) | 7 319                     | 15,77                     |                          |                          |
|                                                                              | Aurélie de Azevedo Front national                                      | 6 058                     | 13,05                     |                          |                          |
|                                                                              | Véronique Grégori-Bachelier La France insoumise                        | 4 557                     | 9,82                      |                          |                          |
|                                                                              | Christophe Mauvillain Parti communiste français                        | 2 065                     | 4,45                      |                          |                          |
|                                                                              | Anabelle Sicre Europe Écologie Les Verts                               | 1 371                     | 2,95                      |                          |                          |
|                                                                              | Annie Bragg Debout la France                                           | 711                       | 1,53                      |                          |                          |
|                                                                              | Anne Mainguy Lutte ouvrière                                            | 538                       | 1,16                      |                          |                          |
|                                                                              | François Monrousseau Écologiste (Mouvement 100 %)                      | 450                       | 0,97                      |                          |                          |
|                                                                              | Sophie Djaafari Divers (Union populaire républicaine)                  | 233                       | 0,50                      |                          |                          |
|                                                                              | Françoise Fize Divers gauche (Nouvelle Donne)                          | 21                        | 0,05                      |                          |                          |
| Source : Ministère de l'Intérieur - Troisième circonscription de la Charente |                                                                        |                           |                           |                          |                          |